# LDC
Groupe LDC — французская агропромышленная компания, крупнейший производитель мяса птицы в Европе. Штаб-квартира расположена в коммуне Сабле-сюр-Сарта (департамент Сарта, регион Пеи-де-ла-Луар).

## История

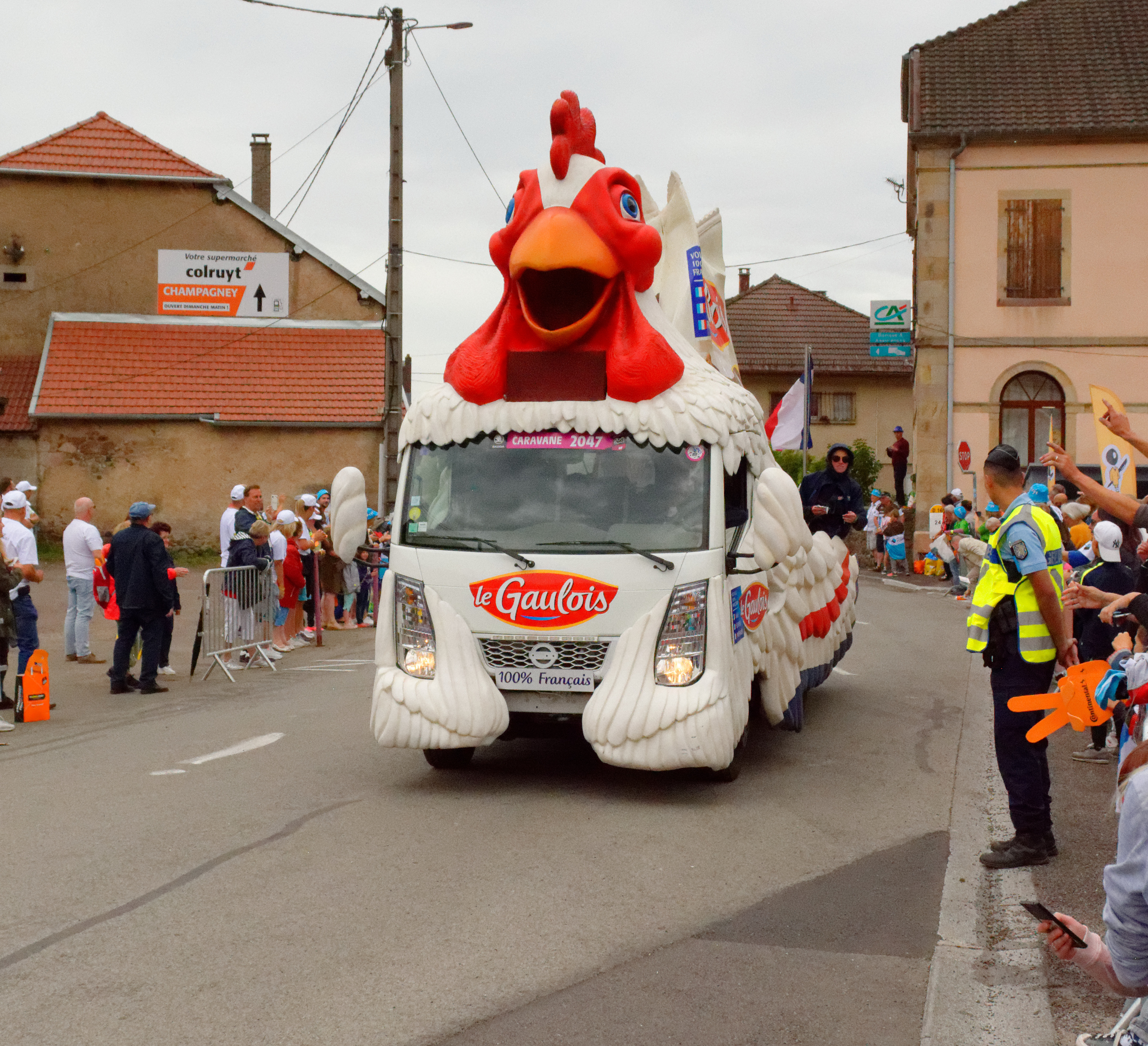
Рекламный автомобиль марки Le Gaulois на Тур де Франс

Компания LDC образовалась в 1968 году в результате слияния двух семейных предприятий по забою птицы, Lambert в департаменте Сарта и Dodard Chancereul в департаменте Майен. Основным поставщиком птицы был кооператив Les Fermiers de Loué, в который входили около тысячи фермеров-птицеводов. Для продажи тушек через сети супермаркетов компания начала продвигать бренд Loué. В 1981 году был запущен бренд Le Gaulois, под которым начали продаваться части тушек, а позже и полуфабрикаты из куриного мяса.
В 1980-х годах LDC начала расти за счёт поглощения производителей мяса птицы в других регионах Франции, в частности, в 1984 году была куплена компания Mathey в Бургундии, а в 1988 году — Serandour в Бретани. Также был поглощён ещё один семейный бизнес, компания Guillet, которая кроме курятины занималась производством крольчатины. В 1995 году компания разместила свои акции на бирже Euronext Paris.
В 1994 году была куплена компания La Toque Angevine, производитель пиццы и других готовых блюд; она стала основой подразделения кейтеринга. В 1998 году это подразделение было расширено покупкой компании Soprat, специализировавшейся на блюдах азиатской кухни. В 2000 году был куплен ещё один производитель готовых блюд, компания Européenne de Plats Cuisinés. Однако производство мяса птицы оставалось основным направлением деятельности; в 1997 году оно было дополнено поглощением группы Fléchard, которая базировалась в Нормандии. В 2001 году была куплена компания Huttepain, занимавшаяся производством кормов для птицы и разведением цыплят.
Первым зарубежным приобретением стала испанская компания Hermanos Saiz в 1995 году. В конце 1990-х годов было создано два совместных предприятия в китайской провинции Шаньдун. В 2000 году был куплен ведущий производитель курятины в Польше, компания Drosed. К 2003 году оборот группы LDC достиг 1,5 млрд евро, она была крупнейшим производителем мяса птицы во Франции и третьим в Европе, также занимала 5-е место во Франции в сфере кейтеринга.
В 2018 году LDC начала деятельность в Венгрии, купив компанию Tranzit. Также в 2018 году у Terrena были куплены активы обанкротившегося производителя курятины Doux Group. В 2019 году был куплен дистрибьюторский центр в Бельгии. В сентябре 2021 года была приобретена органическая птицеферма Capestone Organic Poultry в Уэльсе. В 2022 году у группы Avril была куплена дочерняя компания Matines по производству яиц.

## Собственники и руководство
Крупнейшими акционерами являются семьи Ламбер (39,3 % акций), Шансерёль (17,3 %), Хютпэн (8,9 %), Гийе (3,9 %), а также кооператив Agricole Fermiers de Loue (9,4 %) и компания Sofiproteol (3,1 %).
- Дени Ламбер (Denis Lambert, род. 16 мая 1959 года) — председатель наблюдательного совета с августа 2023 года, до этого был председателем правления.
- Филипп Желен (Philippe Gélin) — председатель правления и генеральный директор с августа 2023 года.

## Деятельность

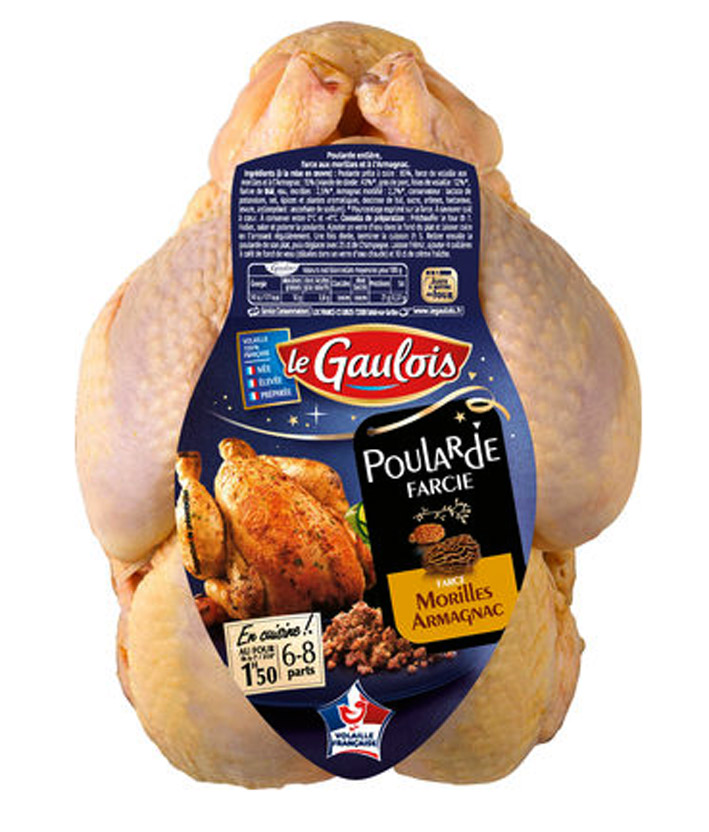
Пулярка Le Gaulois

Компания является крупнейшим производителем мяса птицы во Франции, занимая 40 % рынка, также имеет производственные мощности в Польше, Венгрии и Великобритании. Птицу поставляют более 8 тыс. ферм, из них 6530 во Франции. Компании принадлежит 102 предприятия, из них 15 вне Франции. Продукция реализуется под брендами Marie, Loué, Maître CoQ, Le Gaulois, Poule et Toque, Réghalal, Traditions d’Asie, Matines и Nature et Respect; компания перерабатывает и продаёт более 1 млн тонн продукции в год.
Подразделения компании по состоянию на 2023/24 финансовый год:
- птица — забой, разделка и продажа мяса птицы (курятина, индюшатина, гусятина, утятина), а также крольчатины во Франции; кроме этого, торговля зерном и яйцами, экспорт продукции; 72 % выручки;
- международная деятельность — дочерние компании в Польше, Венгрии, Бельгии и Уэльсе; 13 % выручки;
- кейтеринг — производство полуфабрикатов и готовых блюд; 15 % выручки.

Выручка компании за 2023/24 финансовый год составила 6,2 млрд евро, из них 78 % пришлось на Францию. Основные каналы сбыта — крупные розничные сети и предприятия общественного питания.